# Кампу-дас-Вертентис
Кампу-дас-Вертентис (порт. Mesorregião do Campo das Vertentes) — административно-статистический мезорегион в Бразилии, входит в штат Минас-Жерайс. Население составляет 554 354 человека (на 2010 год). Площадь — 12 580,490 км². Плотность населения — 44,06 чел./км².

## Демография
Согласно сведениям, собранным в ходе переписи 2010 г. Национальным институтом географии и статистики (IBGE), население мезорегиона составляет:
| Полное население                            | Полное население                            | Полное население                            | Полное население                            | 554 354 |
| ------------------------------------------- | ------------------------------------------- | ------------------------------------------- | ------------------------------------------- | ------- |
| в том числе:                                | Городское население                         | 468 746                                     | Процент городского населения, %             | 84,56   |
|                                             | Сельское население                          | 85 608                                      | Процент сельского населения, %              | 15,44   |
|                                             | Мужское население                           | 271 435                                     | Процент мужского населения, %               | 48,96   |
|                                             | Женское население                           | 282 919                                     | Процент женского населения, %               | 51,04   |
| Плотность населения, чел/км²                | Плотность населения, чел/км²                | Плотность населения, чел/км²                | Плотность населения, чел/км²                | 44,06   |
| Население мезорегиона в % к населению штата | Население мезорегиона в % к населению штата | Население мезорегиона в % к населению штата | Население мезорегиона в % к населению штата | 2,83    |

## Статистика
- Валовой внутренний продукт на 2003 год составляет 2 958 033 146,00 реалов (данные: Бразильский институт географии и статистики).
- Валовой внутренний продукт на душу населения на 2003 год составляет 5586,23 реалов (данные: Бразильский институт географии и статистики).
- Индекс развития человеческого потенциала на 2000 год составляет 0,775 (данные: Программа развития ООН).

## Состав мезорегиона
В мезорегион входят следующие микрорегионы:
1. Барбасена
2. Лаврас
3. Сан-Жуан-дел-Рей